# Christophe Dufour
Christophe Dufour (ur. 3 grudnia 1947 w Armentières) – francuski duchowny katolicki, arcybiskup Aix w latach 2010–2022. Od 2022 arcybiskup senior Aix.

## Życiorys
Święcenia kapłańskie otrzymał 9 listopada 1975 i został inkardynowany do archidiecezji Lille. Był m.in. koordynatorem kapelanów szkół publicznych w Lille i zastępcą kapelana narodowego francuskich skautów (1981-1984), a także wikariuszem biskupim dla miasta Lille (1984-2000).

### Episkopat
24 października 2000 papież Jan Paweł II mianował go biskupem diecezji Limoges. Sakry biskupiej udzielił mu 7 stycznia 2001 ówczesny arcybiskup Lille – Gérard Defois.
20 maja 2008 został arcybiskupem koadiutorem diecezji Aix. Pełnię rządów w diecezji objął 29 marca 2010 po przejściu na emeryturę poprzednika. 5 lipca 2022 papież Franciszek przyjął jego rezygnację z posługi arcybiskupa Aix.